# Forêt de la Double
La forêt de la Double a donné son nom à la région la Double (Dobla en occitan), où elle est implantée. C'est une région forestière française de Nouvelle-Aquitaine, située principalement dans le département de la Dordogne. Essentiellement privée, elle contient néanmoins la forêt domaniale de la Jemaye.
Ses habitants sont appelés les Doubleauds.

## Étymologie
La première attestation connue du nom se réfère à la forêt sous la forme de Sylva Edobola dès le VIIe siècle
,.
D'un probable mot gaulois *Dubulā « Noiraude », terme dérivé du gaulois dubus/dubis « noir » (cf. vieil irlandais et vieux gallois dub ; gallois et breton du ; cornique duw, signifiant tous « noir »)
.
L'élément Dub- sert à qualifier des rivières (cf. la Deule et la Déoule) ou encore des forêts sombres (cf. Toppwald / Tobbwald en zone alémanique : formes germanisées) et une sorte de sapin dit « sapin double ». D'après cette signification, c'est probablement la forêt qui a donné son nom à la région et non l'inverse. Ce processus est d'ailleurs fréquemment attesté (cf. le Perche ou pays de Lyons).

## Géographie

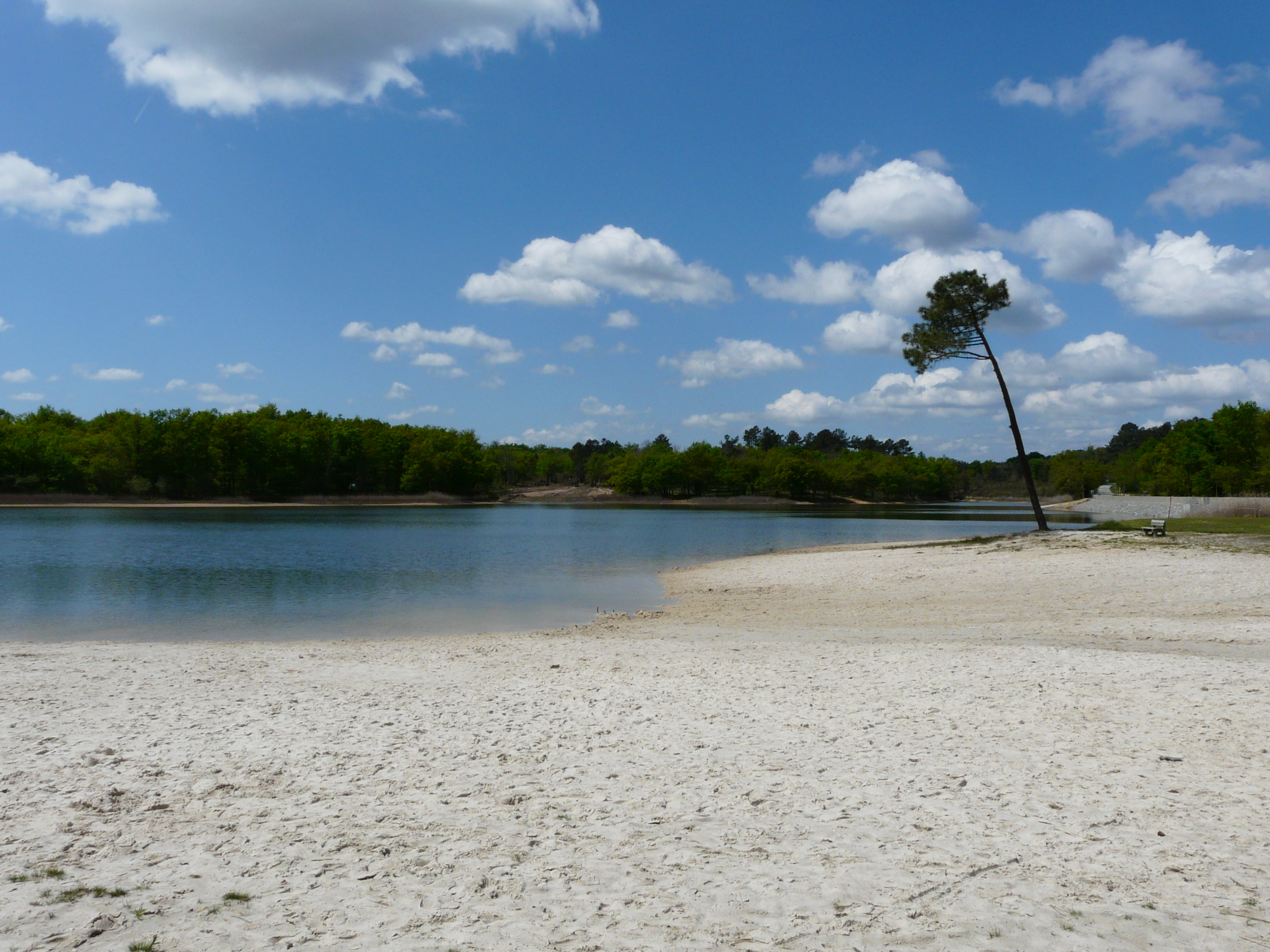
L'étang de La Jemaye

Comprise entre l'Isle au sud, la Rizonne au nord, la Dronne à l'ouest et le Salembre à l'est 
,, la Double s'étend sur près de 500 km2, dans la partie centre-ouest du département de la Dordogne, mais également au nord-est  du  département de la Gironde (communes de Saint-Christophe-de-Double et de Saint-Antoine-sur-l'Isle).
Jusqu'au début du XXe siècle, on a distingué la Double du Périgord, à l'est de la Dronne, de la Double de Saintonge à l'ouest, qui est de même nature. La forêt de la Double concernait l'ensemble, qui s'étend sur plus de 75 km de longueur. Actuellement, la dénomination concerne plus souvent la Double du Périgord,, mais la Double reste aussi, par extension, le nom de l'ensemble de ce grand massif forestier naturel, et le terme Double du Périgord est encore employé.
C'est un vaste plateau forestier où se succèdent petites collines et vallons, ponctués par de très nombreux étangs naturels ou artificiels, dus à l'imperméabilité des sols,, constitués  d'argiles, de sables et de graviers. On y dénombre environ 500 plans d'eau, le plus étendu avec 33 hectares étant le Grand étang de La Jemaye.
Ses principaux cours d'eau sont :
soit des affluents de l'Isle :
- la Beauronne,
- le Grolet,
- le Farganaud (ou Fayoulet),
- la Duche et son affluent la Petite Duche,
- le ruisseau de Courbarieu,

soit des affluents de la Dronne :
- la Rizonne (ou Rissonne),
- le Chalaure.

Les communes situées intégralement ou partiellement en forêt de la Double du Périgord sont les suivantes, :
- Dordogne : Beauronne, Chantérac (partie), Douzillac, Echourgnac, Eygurande-et-Gardedeuil, La Jemaye-Ponteyraud, Montpon-Ménestérol (rive droite), Parcoul-Chenaud, Le Pizou, La Roche-Chalais, Saint-André-de-Double, Saint-Aulaye-Puymangou, Saint-Barthélemy-de-Bellegarde, Saint-Etienne-de-Puycorbier, Saint-Front-de-Pradoux, Saint-Germain-du-Salembre (partie), Saint-Jean-d’Ataux, Saint-Laurent-des-Hommes, Saint-Louis-en-l’Isle, Saint-Martin-l’Astier, Saint-Michel-de-Double, Saint Privat en Périgord (Saint-Privat-des-Prés), Saint-Sulpice-de-Roumagnac (partie), Saint-Vincent-de-Connezac, Saint-Vincent-Jalmoutiers, Servanches, Siorac-de-Ribérac, Vanxains (partie).
- Gironde : Les Eglisottes-et-Chalaures (partie), Le Fieu, Porchères (partie), Saint-Antoine-sur-l’Isle (partie), Saint-Christophe-de-Double.

La Double qualifie trois communes : Saint-André-de-Double, Saint-Christophe-de-Double et Saint-Michel-de-Double ainsi que des intercommunalités : l'ancienne communauté de communes Isle et Double, remplacée en 2014 par la communauté de communes Isle Double Landais.

## Histoire
Partie de l'ancienne province du Périgord, on trouve trace de son nom dès le VIIe siècle sous la forme de Sylva Edobola ,.
Repaire de brigands et terre de prédilection des bêtes sauvages, la Double  était, à cette époque, très mal famée. Waïfre, le duc d'Aquitaine, y fut assassiné en 768 près d'Eygurande.
Au Moyen Âge et jusqu'à récemment, l'appellation recouvrait une zone beaucoup plus vaste :
- au nord-ouest et à l'ouest, la Double de Saintonge jusqu'à Brossac, Barbezieux, Baignes, Montguyon, Montlieu, Montendre, Reignac et Laruscade ;
- au sud, de l'autre côté de l'Isle, l'actuelle forêt du Landais allant presque jusqu'à Vergt au sud-est[4] ;
- et à l'est, à proximité de Périgueux, les bois de La Chapelle-Gonaguet et de Beaulieu ainsi que la forêt de Chancelade.

La bastide de Saint-Barthélemy-de-Bellegarde y sera fondée en 1316 par les Anglais.
Dès le XVIIIe siècle, la forêt de la Double est exploitée de façon intensive pour les proches chantiers navals de l'Atlantique : Bordeaux et La Rochelle. Une lande désolée parsemée d'étangs y succédera. La région étant devenue inhospitalière et hostile, les Doubleauds souffraient de l'humidité, de la sous-alimentation et de la malaria ,. Cette vie difficile des Doubleauds est bien décrite dans le roman d'Eugène Le Roy qui a pour titre L’Ennemi de la mort — Édition numérique disponible sur Wikisource.
L'assainissement par drainage et le reboisement par la plantation de pins maritimes furent entrepris sous le Second Empire, de même que dans le Landais voisin.
Par sa couverture dense, la forêt de la Double a toujours représenté un refuge pour les populations menacées. Ainsi, durant la Seconde Guerre mondiale, les soldats de l'armée allemande redoutaient de s'y aventurer, car de nombreux maquisards y avaient installé des camps. Cette période est évoquée dans le roman doubleaud Sang Soupçons.

## Nature
Les vallées sont recouvertes, entre autres, de forêts alluviales à aulnes noirs (Alnus glutinosa) et frênes communs (Fraxinus excelsior), de chênaies à chênes pédonculés (Quercus robur) et chênes tauzins (Quercus pyrenaica), de landes humides à bruyères ciliées (Erica ciliaris) et bruyères des marais (Erica tetralix), et de tourbières hautes .
Elles représentent plus de 20 % du territoire de la Double et sont  désignées « Site Natura 2000 Vallées de la Double », pour la conservation d'espèces animales européennes menacées.
On peut y trouver notamment la cistude d'Europe (Emis orbicularis), l'écrevisse à pattes blanches (Austropotamobius pallipes), la loutre (Lutra lutra), le vison (Mustela lutreola), le chabot commun (Cottus gobio) ou encore la lamproie de Planer (Lampetra planeri).

## Habitat
On trouve encore quelques maisons doubleaudes typiques de l'architecture de la Double : sans fondations, ces maisons traditionnelles étaient faites de bois, de pierre et de torchis (un mélange de terre grasse, de paille ou de joncs).
Le domaine du Parcot à Échourgnac, inscrit partiellement en 1992 au titre des monuments historiques, offre un bel exemple de la ferme typique de la forêt de la Double avec maison doubleaude, grange, four, étang et écluse.